# Le Vieil Homme et la Guerre
Le Vieil Homme et la Guerre (titre original : Old Man's War) est un roman de science-fiction américain, de type space opera, écrit par John Scalzi et publié en 2004. Il marque le début d'une série de livres se déroulant dans le même univers.
Les éditions L'Atalante réédite le roman en 2024 en lui adjoignant la nouvelle Questions pour un soldat (Questions for a Soldier).

## Contexte
L'histoire se déroule dans un monde futuriste. L'être humain possède plusieurs colonies sur d'autres planètes. Afin d'assurer la sécurité de ces colonies, notamment vis-à-vis de races extra-terrestres, des forces de défenses coloniales sont recrutées.

## Résumé
John Perry, 75 ans, veuf, décide de s'engager dans les forces de défenses coloniales. L'âge lui pèse et, comme beaucoup d'autres dans sa situation, il en est venu à penser que, si les forces de défenses coloniales recrutent des hommes et des femmes d'au moins 75 ans, c'est qu'ils ont les moyens de les faire rajeunir.

## Adaptation
En 2017, le service de streaming Netflix annonce préparer une adaptation de la série de John Scalzi en série télévisée.